# チランジア・ストレプトフィラ
チランジア・ストレプトフィラ Tillandsia streptophylla は、パイナップル科の植物の1つ。ハナアナナス属のもので、いわゆるエアープランツの中でも壺型と呼ばれるものの代表的な種である。

## 特徴
常緑性の多年生植物。草丈は45cmに達する。植物体自体は高さ20cm、株の径50cm程度。葉は多数あって、線形で表面の中央がくぼんで深い樋状になり、葉質は革質、表面には銀白色の大型の鱗片を密生させている。葉の長さは50cm、幅は2-3cmだが、葉全体が裏面向けにカールしており、先端は細く糸状になり、互いに絡み合うようになる。葉鞘部は幅が10cmほどと広く、全体で大型の偽鱗茎を形成する。
花期は5月中旬から7月中旬頃までで、花は紫の筒状。花茎は直立して伸び、花茎にある花茎苞は深く瓦重ね状に重なり合い、葉状でライラック色から淡い桃色。花序は羽根状で線形をしていて長さ8-23cmに達し、花茎の先端近くにそれが複数、掌状に集まって複合花序をつくる。その全体では30cmほどになる。1次苞は大きいものの、穂状花序の長さには達しない。花苞は瓦重ね状に生じ、表面には鱗片を密生し、緑色で長さ2-3cm。萼片は披針形か楕円形で毛がなく、長さは20-25mm。花弁は紫色で長さ4cm、雄蘂は花弁から外に突き出る。
チランジア亜属に含まれる。種小名は『ねじれた葉の』の意味である。

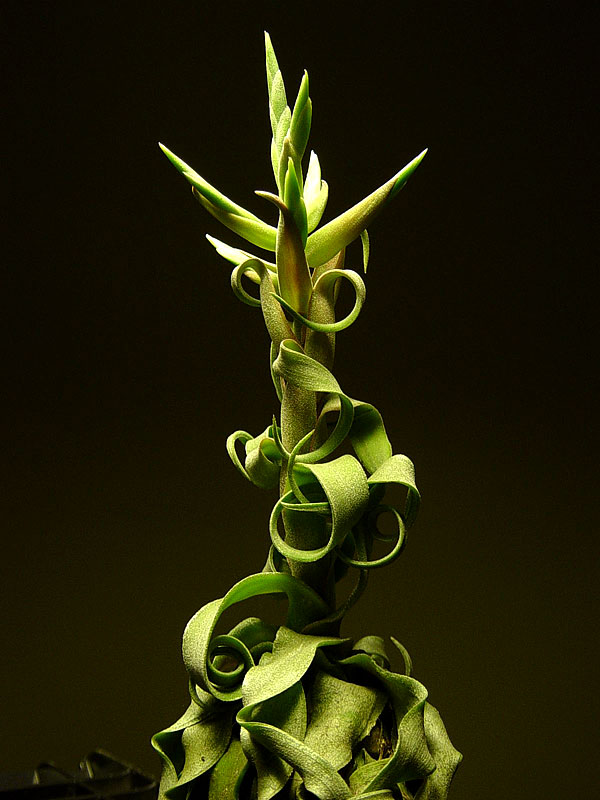
草姿と花序
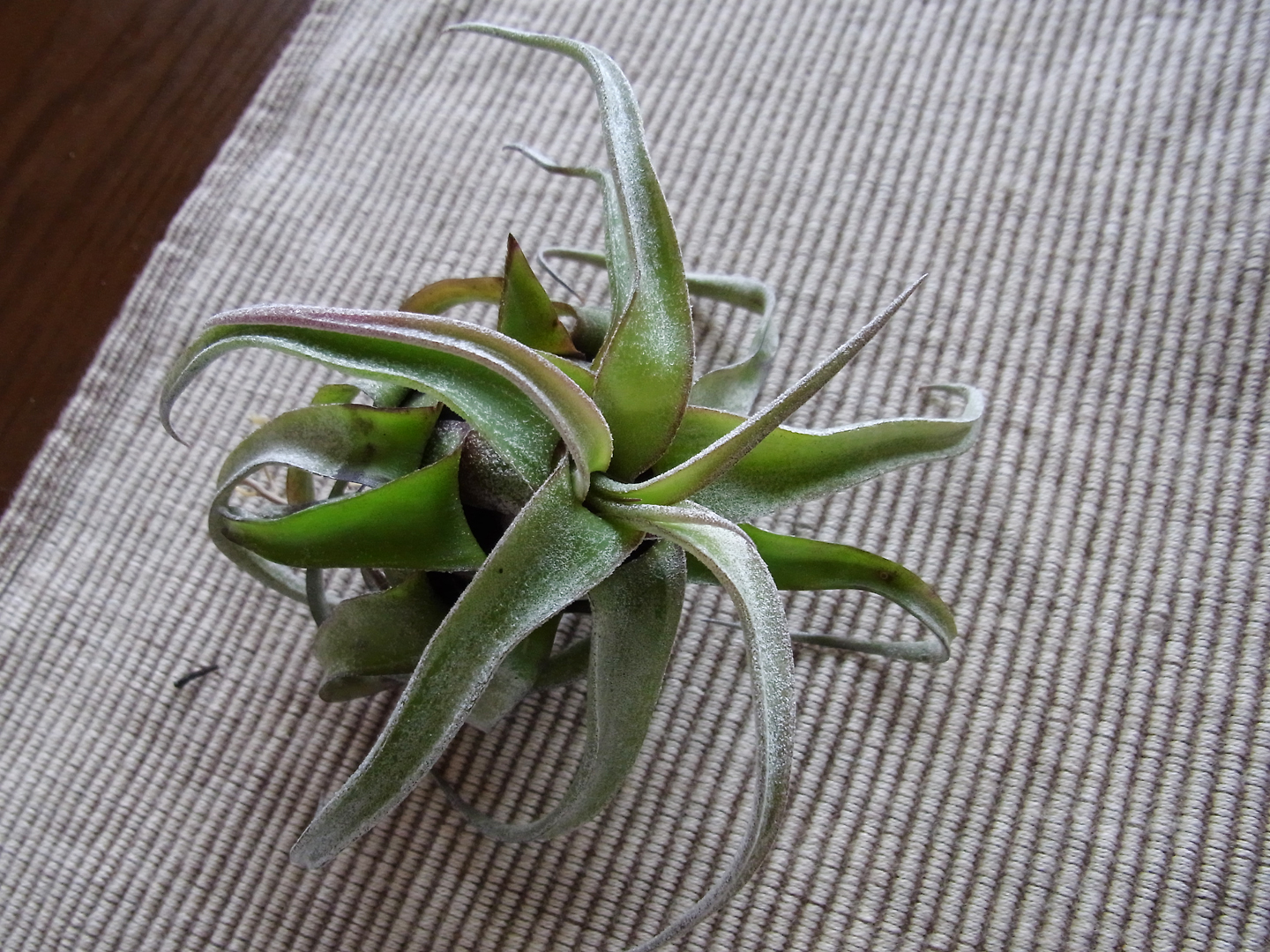
根出葉の様子
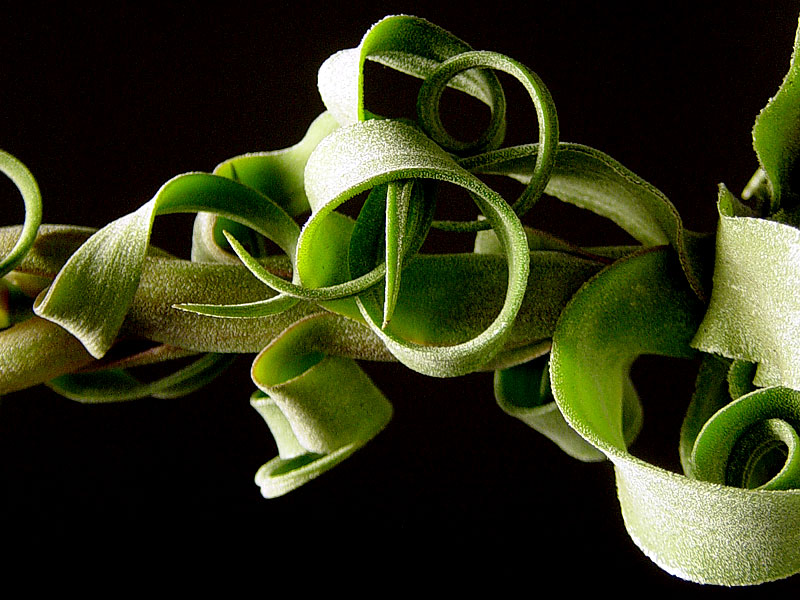
葉先の巻き具合

## 分布と生育環境
メキシコ南部からホンジュラス、ジャマイカに分布し、生育地の最高標高は1200mである。
乾燥したカシや松の林で樹木に着生している。また、本種はアリ植物であることでも知られ、自生地では葉の基部内側の腔所にアリが住み込んで巣を作る。

## 利用
エアープランツの1つとして観賞用に栽培される。いわゆる壺型の人気種であり、どっしりした偽鱗茎の形、葉先がカールする姿の面白さで人気がある。また葉先の巻き込み具合は普及種では一番人気のキセログラフィカにも似ており、葉質はそれよりやや柔らかい。またその巻き込み方は水やりの程度でも大きく変化する。
上記のようにアリ植物であり、日本でも野外で栽培しているとアリが住み込むことがあるそうで、冬期に室内に持ち込む場合など、注意が必要とのこと。